# 敌对媒体效应
敌对媒体效应（英語：hostile media effect），最初被称为敌对媒体现象，有时也称为敌对媒体感知，是一种大众传播的感知理论，指的是对某个議題具有激進立場的个人在看到相對客觀的媒体报道時會認為媒體对他们一方有偏见，而对他们的反對者有利。對一些議題具有激進立場的党派人士來說也同樣如此。该现象首先由罗伯特·瓦隆（Robert Vallone）、李·罗斯和马克·莱珀提出并进行了实验研究。

## 研究
1982年，斯坦福大学对这一现象进行了第二次主要研究；研究团队让亲巴勒斯坦学生和亲以色列学生观看了相同的新闻短片，内容涉及当时黎巴嫩内战期间，以色列军队在贝鲁特教唆黎巴嫩基督教民兵战士对巴勒斯坦难民进行的贝鲁特难民营大屠杀。在一些客观的衡量标准上，双方都发现这些相同的新闻片段有更多有利于对方的内容。支持以色列的学生报告称，他们在新闻报道中看到了更多的反以色列的内容；支持巴勒斯坦的学生报告称，他们看到了更多反巴勒斯坦的内容。双方都表示，中立的观察者会因为观看这些片段而对自己的一方有更多的负面看法，而且媒体会在指责自己的一方时为另一方开脱。
随后的研究发现了与其他政治冲突相关的敌对媒体效应，如波斯尼亚和黑塞哥维那的纷争、美国的移民问题和美国总统选举，以及其它领域，例如媒体对韩国《国家保安法》、1997年美国联合包裹服务公司团队成员罢工、转基因食品和体育的报道。

这种效应最初被罗伯特·瓦隆等人称为“敌对媒体现象”（hostile media phenomenon）， 并且有时被称为“敌对媒体感知”（hostile media perception）。在2015年对该主题的元分析中， 佩洛夫（Perloff）说“敌对媒体效应”是最常用的术语：
最常见的术语是“敌对媒体效应”，也许是因为学者们认识到“效应”一词切入了大众传播研究事业的核心，并抓住了敌对媒体现象在理论上有引人入胜的方面。（703）
这种效应似乎是一种不确认偏误，或“对比偏误——一种判断偏差，在这种偏差下，有党派的个人认为或评估媒体内容在效价方面与他或她自己的观点相距甚远” 换句话说，记者或故事的意图并不重要——那些阅读内容的“党派人士”自己发现了与他们的观点相悖的内容。
1954年，阿尔伯特·哈斯托夫（Albert Hastorf）和哈德利·坎特里尔带领罗伯特·瓦隆等人完成了他们后来常被引用的研究。他们向普林斯顿和达特茅斯的学生播放了一段有争议的普林斯顿与达特茅斯的足球赛的录像带。在被要求计算双方的违规次数时，普林斯顿的学生们计算的对方的违规行为是他们自己队的两倍多，几乎所有普林斯顿学生都认为这场比赛是“粗暴和肮脏”（rough and dirty）的，其中几乎有九成人认为是对方先动粗。达特茅斯大学的学生则看到两队的违规次数都差不多，而他们看到自己的球队只犯了普林斯顿学生看到的违规次数的一半，超过三分之一的人认为这场比赛是“粗暴和公平”的，大多数达特茅斯学生认为这场比赛双方都有责任。总的来说，达特茅斯大学的学生认为对方的指控是不真实的，他们中的大多数人认为对方指控的原因是普林斯顿大学对其足球明星的关注。哈斯托夫和坎特里尔的结论是：“不存在本身在‘外部’的‘运动’这样的‘东西’，人们只是‘观察’而已。[……]因此对于不同的人来说，无论这个‘东西’是足球比赛、总统候选人、共产主义还是菠菜，每人的感受都是不一样的”。

## 解释

### 认知
人们提出了许多种对敌对媒体效应的认知机制的解释：
- 选择性记忆是指对信息记忆和回忆有所选择。在出现敌对媒体效应的情况下，党派人士会倾向于记住信息中与他们观点相悖的部分，而不是支持他们观点的部分，这是負面偏誤的一种变体。瓦隆和他的同事观察到，即使是如对某一主题的提及次数这类简单的、客观的问题上，选择性记忆仍会在不同党派的人身上出现[3]。但是，大量的研究表明，即使选择性记忆以积极的形式而非消极的形式出现，敌对媒体效应仍然存在[10][12][15]。
- 选择性感知（英语：selective perception）指的是个人在媒体信息中感知他们想要的东西，而忽略反对的观点的过程。在敌对媒体效应的例子中，与无党派人士的相比，有党派人士更倾向于将信息的某些方面解释为不利的或敌对的。换言之，选择性认知是一种偏误（bias），因为我们对信息的解释方式与我们现有的价值观和信仰是相一致[3][10][15]。
- 不同标准下的解释或动机推理导致论据的有效性也不同。这便将確認偏誤提高到了一个新的水平。它导致人们确认他们已经相信的东西，忽略相反的数据。但它也促使人们发展出精心设计的合理化方案，为有逻辑和证据表明是错误的信念进行辩护。有动机的推理对相反的证据作出防御性的反应，在没有逻辑或证据的情况下积极地否定这种证据或其来源。社会科学家们似乎假定，动机推理是由避免认知失调的欲望驱动的。它表明，有党派人士之所以如此容易从敌对的角度看待一个没有偏见的信息，是因为他们长期以来在头脑中建立有利论据。不同标准的解释没有将確認偏誤视为敌对媒体效应的相反力量，而是将其视为一种促进力量。正如瓦隆等人在研究中指出的那样：

那些一贯根据自己的成见和偏见来处理事实和论据的党派人士[……]必然会相信，绝大多数可靠的、相关的证据都有利于他们的观点。因此，在某种程度上，如果媒体报道中的证据和论据的小样本似乎不能代表这一大“群体”的偏好，他们就会指控报道中的偏见，并有可能推论出负责报道的记者的敌意和偏见。